# Campeonato de Wimbledon 1895
La edición 19.º del Campeonato de Wimbledon se celebró entre el 8 de julio y el 15 de julio de 1895 en las pistas del All England Lawn Tennis and Croquet Club de Wimbledon, Londres, Inglaterra.
El cuadro individual masculino lo iniciaron 17 jugadores mientras que el femenino lo iniciaron 9 tenistas.

## Hechos destacados
En la competición individual masculina se impuso el británico Wilfred Baddeley logrando el tercer título que obtendría en el torneo al imponerse en la final al británico Wilberforce Eaves.
En la competición individual femenina la victoria fue para la británica Charlotte Cooper logrando el primer título que obtendría en Wimbledon al imponerse a la británica Helen Jackson.

## Palmarés
| Seniors              | Vencedor                          | Resultado               | Finalista                      | Finalista |
| -------------------- | --------------------------------- | ----------------------- | ------------------------------ | --------- |
| Individual masculino | Wilfred Baddeley                  | 4–6, 2–6, 8–6, 6–2, 6–3 | Wilberforce Eaves              |           |
| Individual femenino  | Charlotte Cooper                  | 7–5, 8–6                | Helen Jackson                  |           |
| Dobles masculino     | Wilfred Baddeley Herbert Baddeley | 8–6, 5–7, 6–4, 6–3      | Ernest Lewis Wilberforce Eaves |           |

## Cuadros Finales

### Torneo individual  femenino
| Predecesor: 1894                                       | Campeonato de Wimbledon 1895 | Sucesor: 1896                                       |
| Predecesor: Campeonato nacional de Estados Unidos 1894 | Grand Slam 1895              | Sucesor: Campeonato nacional de Estados Unidos 1895 |

- Datos: Q2120562